# Yi Jing
Yi Jing (kinesisk: 義 淨; Wade-Giles: I Ching; 635-713 e.Kr.) var en kinesisk buddhistisk munk fra Tang-dynastiet oprindeligt navngivet Zhang Wenming (kinesisk: 張文明). De skriftlige optegnelser for hans 25-årige rejser har bidraget til kendskabet om det gamle kongerige Srivijaya samt at give information om de andre kongeriger, der lå på ruten mellem Kina og det buddhistiske universitet i Nalanda i Indien. Han var også ansvarlig for oversættelsen af et stort antal buddhistiske tekster fra sanskrit til kinesisk. Yi Jing's fulde buddhistiske titel var "Tripiṭaka Dharma Master Yijing" (三藏 法師 義 淨).
I nogle publikationer fra det 19. århundrede kan Yi Jing's navn ses angivet som I Tsing, efter en forældet metode til kinesisk romanisering.

## Yi Jing's rejse

### Til Srivijaya og Nalanda
Zhang Wenming blev munk i en alder af 14 år og var en beundrer af Faxian og Xuanzang, der begge var berømte munke i hans barndom. Takket være økonomik hjælp fra en ellers ukendt velynder, Fong, besluttede han at besøge det berømte buddhistiske universitet i Nalanda, i Bihar i Indien, for yderligere at studere buddhismen. Han rejste med en persisk båd fra Guangzhou og ankom til Srivijaya (nu Palembang på Sumatra) efter 22 dage, hvor han tilbragte de næste seks måneder at lære sanskrit grammatik og malajisk sprog. Han foretog besøg til nationerne i Malayu og Kiteh (Kedah), og i 673, efter yderligere ti dages rejse nåede han det "nøgne rige" (sydvest for Shu). Yi Jing nedskrev sit indtryk af "Kunlun-folkene", et gammelt kinesisk ord for malaysiske folkeslag: "Kunlun folk har krøllet hår, mørke kroppe, bare fødder og går i saronger." Han ankom til Indiens østkyst, hvor han mødte en ældre munk og blev et år for at studere sanskrit. Begge fulgte senere en gruppe af handlende og besøgte 30 andre fyrstedømmer. Halvvejs til Nalanda blev Yi Jing syg og kunne ikke gå; til sidst blev han efterladt af gruppen. Han gik så selv til Nalanda, hvor han blev i 11 år.

### Tilbage til Srivijaya
I år 687 gjorde Yi Jing ophold i kongeriget Srivijaya på vej tilbage til Tang-Kina. På det tidspunkt var Palembang et center for buddhismen, hvor udenlandske lærde samledes, og Yi Jing blev der i to år for at oversætte originale sanskrit buddhistiske skrifter til kinesisk. I år 689 vendte han tilbage til Guangzhou for at få blæk og skrivepapir (Bemærk: Srivijaya havde da ikke papir og blæk) og vendte tilbage til Srivijaya samme år.

### Tilbage til Kina
I år 695 færdiggjorde han alle oversættelserne og endelig vendte tilbage til Luoyang i Kina og fik en storslået velkomst af kejserinde Wu Zetian. Hans samlede rejse tog 25 år. Han bragte omkring 400 buddhistiske oversatte tekster tilbage. En nedtegnelse om buddhistisk praksis sendt hjem fra det sydlige hav og den buddhistiske munkes pilgrimsrejse til Tang-dynastiet er to af Yi Jings bedste rejsedagbøger, der beskriver hans eventyrfyldte rejse til Srivijaya og Indien og fortæller om indiens samfund, livsstil hos forskellige lokale folk og meget mere.

## Fordeling af buddhistiske traditioner
På det store flertal af områder i Indien skriver Yi Jing, at der var tilhængere af begge "vogne" (Yāna) i buddhistisk lære, hvor nogle buddhister praktiserede i henhold til "Hinayana" og andre praktiserede ifølge "Mahayana". Han beskriver imidlertid Nordindien og de fleste af de sydlige havs øer (således Sumatra, Java med flere øer) som hovedsagelig "Hīnayāna". I modsætning hertil beskrives buddhisterne i Kina og Malayu som hovedsagelig følgende Mahāyana.
Yi jing skrev om forholdet mellem de forskellige "vogne" og de tidlige buddhistiske skoler i Indien. Han skriver: "Der findes i Vesten talrige underopdelinger af skolerne, der har forskellig oprindelse, men der er kun fire grundskoler med kontinuerlig tradition." Disse skoler er nemlig Mahāsāṃghika, Sthavira, Mulasarvastivada og Saṃmitīya nikāyas. Som forklaring på deres doktrinære tilknytninger skriver han: "Hvilken af de fire skoler, der skal grupperes med Mahāyana eller med Hīnayānaen, er ikke bestemt." Det vil sige, at der ikke var nogen simpel overensstemmelse mellem en monastisk sekt og om dens medlemmer lærte "Hīnayāna" eller "Mahāyāna" -indhold.

## Buddhisme i Srivijaya
Yi Jing roste det høje niveau af buddhistisk lærdom i Srivijaya og opfordrede kinesiske munke til at studere der forinden de foretog rejsen til Nalanda i Indien.
"I den befæstede by Bhoga tæller buddhistiske præster mere end 1.000, hvis sind er bøjede til læring og god praksis. De undersøger og studerer alle de emner, der findes, ligesom i Indien; Reglerne og ceremonierne er slet ikke forskellige. Hvis en kinesisk præst ønsker at drage til Vesten for at høre og læse de oprindelige skrifter, havde han bedre ophold her et eller to år og praktiserer de rette regler ..."
Yi Jing ophold i Srivijaya gav ham mulighed for at mødes med andre, der var kommet fra andre naboøer. Ifølge ham var det javanesiske kongerige Ho-ling ret øst for byen Bhoga i en afstand, der udgjordes af en fire eller fem dages sejltur. Han skrev også, at buddhismen var blomstrende på alle Sydøstasiens øer: "Mange af kongerne og høvdingerne på øerne i Sydsøen beundrer og tror på buddhismen, og deres hjerte er sat på at akkumulere gode handlinger."

## Oversættelser til kinesisk
Yi Jing oversatte mere end 60 tekster til kinesisk, herunder:
- Mūlasarvāstivāda Vinaya (一切有部毗奈耶)
- Golden Light Sutra (金光明最勝王經) i 703 e.Kr..
- Diamond Sutra (能斷金剛般若波羅蜜多經, T. 239) i 703 e.Kr.
- Sūtra of the Original Vows of the Medicine Buddha of Lapis Lazuli Radiance and the Seven Past Buddhas (藥師琉璃光七佛本願功德經, T. 451), i 707 e.Kr.
- Avadanas (譬喻經) in 710 e.Kr.